# Eleccions legislatives daneses de 1947
Les eleccions legislatives daneses de 1947 se celebraren el 28 d'octubre de 1947 (el 18 de febrer de 1948 a les illes Fèroe). El partit més votat foren els socialdemòcrates i formà govern Hans Hedtoft Jansen.
| Partit                           | Líder        | Vots           | %              | Escons         | +/-            |                |
| -------------------------------- | ------------ | -------------- | -------------- | -------------- | -------------- | -------------- |
| Socialdemokratiet                |              | 834,089        | 40,0%          | 57             | +9             |                |
| Venstre                          | Erik Eriksen | 574,895        | 27,6%          | 49             | +11            |                |
| Det Konservative Folkeparti      |              | 259,324        | 12,4%          | 17             | -9             |                |
| Det Radikale Venstre             |              | 144,206        | 6,9%           | 10             | -1             |                |
| Danmarks Kommunistiske Parti (K) |              | 141,094        | 6,8%           | 9              | -9             |                |
| Danmarks Retsforbund (E)         |              | 94,570         | 4,5%           | 6              | +3             |                |
| Dansk Samling                    |              | 24,724         | 1,2%           | 0              | -4             |                |
| Schleswigsche Partei (S)         |              | 7,464          | 0,4%           | 0              | +0             |                |
| Altres                           |              | 3.775          | 0,2%           | 0              | +0             |                |
| Fólkaflokkurin                   |              | 4,135          |                | 1              | +0             |                |
| Javnaðarflokkurin                |              | 1,990          |                | 1              | +1             |                |
| Sambandsflokkurin                |              | 2.754          |                | 0              | 0              |                |
| Sjálvstýrisflokkurin             |              | 809            |                | 0              | +0             |                |
| Total                            | Total        |                |                | 150            |                |                |
| Participació                     | Participació | 85,9%          | 85,9%          | 85,9%          | 85,9%          | 85,9%          |
| Font                             | Font         | Folketinget.dk | Folketinget.dk | Folketinget.dk | Folketinget.dk | Folketinget.dk |